# برمید گالیم (III)
برمید گالیم(III) (به انگلیسی: Gallium(III) bromide) با فرمول شیمیایی GaBr۳ یک ترکیب شیمیایی است. که جرم مولی آن ۳۰۹٫۴۳۵ g/mol می‌باشد. شکل ظاهری این ترکیب، پودر سفید است.